# Nailbomb
Nailbomb var ett thrash metal-/punk-/industrimetalband, som bildades som sidoprojekt av den brasilianske musikern Max Cavalera (tidigare i Sepultura, senare i Soulfly och Cavalera Conspiracy) och den brittiske musikern Alex Newport (från Fudge Tunnel). Tillsammans spelade gruppen in albumet Point Blank som gavs ut av Roadrunner Records och även ett livealbum, Proud to Commit Commercial Suicide, innan de splittrades. 
Nailbomb bjöd även in gästmusiker som Max Cavaleras bror Igor Cavalera (Sepultura, Cavalera Conspiracy), DH Peligro (Dead Kennedys) och Dino Cazares (Fear Factory, Divine Heresy).

## Medlemmar
Ordinarie medlemmar
- Max Cavalera – gitarr, sång, basgitarr, sampling (1994–1995)
- Alex Newport – gitarr, sång, basgitarr, sampling (1994–1995)

Gästmusiker
- Igor Cavalera – trummor (studio, live)
- Andreas Kisser – gitarr (studio)
- Dino Cazares – gitarr (studio)
- D. H. Peligro – trummor (live)
- Evan Seinfeld – basgitarr (live)
- Rhys Fulber – keyboard (live)
- Barry C. Schneider – trummor (live)
- Scoot – basgitarr (live)
- Dave Edwardson – sång, basgitarr (live)
- Richie Bujnowski (Richie Cavalera) – gitarr (studio, live)

## Diskografi
Studioalbum
- Point Blank (1994)

Livealbum
- Proud to Commit Commercial Suicide (1995)

DVD
- Live at Dynamo (2005)